# Tommy Coakley
Thomas Coakley, detto Tommy (Bellshill, 21 maggio 1947), è un ex calciatore e allenatore di calcio scozzese, di ruolo centrocampista.

## Biografia
Nativo della Scozia, lasciato il mondo del calcio divenne un allibratore a Willenhall e co-proprietario di un campo di golf a Lichfield insieme a David Thomas Kelly, ex-calciatore che aveva allenato al Walsall.

## Carriera

### Calciatore
Formatosi in alcuni piccoli club scozzesi, dal 1963 al 1966 milita nel Motherwell, società della massima serie scozzese.
Nel maggio 1966 viene ingaggiato a titolo gratuito dagli inglesi dell'Arsenal, con cui esordisce tre mesi dopo nella vittoria casalinga per 1-0 contro l'Aston Villa. Con i Gunners ottiene il settimo posto nella First Division 1966-1967. Lascia i londinesi dopo aver giocato 9 incontri di campionato, segnando una rete, nel dicembre 1967, ingaggiato dagli statunitensi del Detroit Cougars.
Con i Cougars disputa la prima edizione della North American Soccer League. Con il club di Detroit ottiene il quarto ed ultimo posto della Lakes Division.
Nella stagione 1968-1969 torna in patria per giocare nel Morton, con cui ottiene il decimo posto in campionato, a cui segue il nono il campionato seguente.
Terminata l'esperienza al Morton torna in Inghilterra per giocare nel Chelmsford City.

### Allenatore
Lasciato il calcio giocato diviene allenatore del Maldon & Tiptree e poi del Bishop's Stortford.
Nell'agosto 1986 diviene l'allenatore del Walsall, destando molte perplessità tra i tifosi ed i giornalisti sportivi. Con i Saddlers ottiene la promozione in cadetteria nella stagione 1987-1988, grazie al terzo posto ottenuto in campionato. Venne esonerato la stagione seguente, a dicembre, dopo 11 sconfitte consecutive.
Terminata l'esperienza con il Walsall nel dicembre 1988, allena il Blakenall e il Telford Utd.